# São Pedro Fins
São Pedro Fins ist eine Gemeinde im Norden Portugals.
São Pedro Fins gehört zum Kreis Maia im Distrikt Porto, besitzt eine Fläche von 4,7 km² und hat 1816 Einwohner (Stand 19. April 2021).